# Bioblitz
Bioblitz (även skrivet BioBlitz), är en intensiv period av biologisk inventering av ett specifikt område. Vanligtvis äger en bioblitz rum under 24 timmar och involverar både experter och amatörer, som tillsammans inventerar så många levande organismer som möjligt inom området. Områdena utgörs oftast av parker, eller andra urbana områden. Bioblitzar genomförs årligen över hela världen och resultaten kan bland annat användas för att mäta förändringar i den biologiska mångfalden.
Syftet med en bioblitz är att upptäcka, räkna, kartlägga och lära mer om de levande varelserna i parken. Det ger också vetenskapsmän möjlighet att genomföra fältarbete tillsammans och utöka listan över förekommande arter i ett område. Det syftar även till att öka intresset för biologisk mångfald och förståelsen för att skydda och vårda värdefulla områden.
Sveriges första bioblitz ägde rum i Röttle och Västanå naturreservat utanför Gränna 3–4 augusti 2012.
De första bioblitzarna genomfördes i USA på 1990-talet.